# Okręg Aluta
Aluta (rum. Olt) – okręg w południowej Rumunii (Wołoszczyzna), w regionie północno-zachodnim ze stolicą w mieście Slatina. Graniczy z Bułgarią oraz z okręgami Teleorman, Ardżesz, Vâlcea i Dolj. W 2011 roku liczył 436 400  mieszkańców. Okręg ma powierzchnię 5498 km², a w 2002 gęstość zaludnienia wynosiła 89 osób/km².

## Struktura narodowościowa
Według spisu ludności z roku 2011 okręg Aluta zamieszkiwały następujące narodowości:
- Rumuni - 91,7%
- Romowie - 2,2%
- Węgrzy - 0,015%
- Turcy - 0,006%
- Włosi - 0,004%
- Niemcy - 0,003%
- Rosjanie - 0,002%
- Serbowie - 0,001%
- Polacy - 0,001%
- Bułgarzy - 0,001%

## Miasta
- Slatina
- Caracal
- Balș
- Corabia
- Scornicești
- Drăgănești-Olt
- Piatra Olt
- Potcoava

## Gminy
- Baldovinești
- Băbiciu
- Bălteni
- Bărăști
- Bârza
- Bobicești
- Brastavățu
- Brâncoveni
- Brebeni
- Bucinișu
- Călui
- Cârlogani
- Cezieni
- Cilieni
- Colonești
- Corbu
- Coteana
- Crâmpoia
- Cungrea
- Curtișoara
- Dăneasa
- Deveselu
- Dobrețu
- Dobrosloveni
- Dobroteasa
- Dobrun
- Drăghiceni
- Făgețelu
- Fălcoiu
- Fărcașele
- Găneasa
- Găvănești
- Gârcov
- Giuvărăști
- Ghimpețeni
- Gostavățu
- Grădinari
- Grădinile
- Grojdibodu
- Gura Padinii
- Ianca
- Iancu Jianu
- Icoana
- Ipotești
- Izbiceni
- Izvoarele
- Leleasca
- Mărunței
- Mihăești
- Milcov
- Morunglav
- Movileni
- Nicolae Titulescu
- Obârșia
- Oboga
- Oporelu
- Optași-Măgura
- Orlea
- Osica de Jos
- Osica de Sus
- Pârșcoveni
- Perieți
- Pleșoiu
- Poboru
- Priseaca
- Radomirești
- Redea
- Rotunda
- Rusănești
- Sâmburești
- Sârbii-Măgura
- Scărișoara
- Schitu
- Seaca
- Slătioara
- Spineni
- Sprâncenata
- Stoenești
- Stoicănești
- Strejești
- Studina
- Șerbănești
- Șopârlița
- Ștefan cel Mare
- Tătulești
- Teslui
- Tia Mare
- Topana
- Traian
- Tufeni
- Urzica
- Vădastra
- Vădăstrița
- Vâlcele
- Valea Mare
- Văleni
- Verguleasa
- Vișina
- Vișina Nouă
- Vitomirești
- Vlădila
- Voineasa
- Vulpeni
- Vulturești